# Steeler (album)
Albums de Steeler
The Steeler Anthology
(2005)
Steeler est le premier album du groupe Steeler enregistré aux studios Prairie Sun à Cotati en Californie.

## Liste des titres
| No | Titre             | Auteur                                   | Durée |
| -- | ----------------- | ---------------------------------------- | ----- |
| 1. | Cold Day in Hell  | Ron Keel                                 | 4:17  |
| 2. | Backseat Driver   | Ron Keel, Mark Edwards                   | 3:24  |
| 3. | No Way Out        | Ron Keel, Mark Edwards, Yngwie Malmsteen | 5:18  |
| 4. | Hot on Your Heels | Ron Keel                                 | 6:35  |
| 5. | Abduction         | Ron Keel, Rik Fox, Yngwie Malmsteen      | 1:10  |
| 6. | On the Rox        | Ron Keel, Mark Edwards                   | 2:54  |
| 7. | Down to the Wire  | Ron Keel, Mark Edwards                   | 3:52  |
| 8. | Born to Rock      | Ron Keel, Mark Edwards                   | 3:06  |
| 9. | Serenade          | Ron Keel                                 | 6:15  |

- Hot on Your Heels débute par une introduction de 3 minutes et demie jouée par Yngwie Malmsteen. Selon le guitariste, il a suffi d'une journée pour enregistrer toutes ses parties de guitare qui étaient juste de faire des solos, l'album ayant déjà été enregistré avant son arrivée.
- Abduction, est un instrumental servant d'introduction à On the Rox.
- Yngwie n'aime pas du tout cet album qui est très loin de ses aspirations musicales et il a même pris l'habitude de surnommer le chanteur wrong key (mauvaise clé, une clé étant une notification musicale de partition) à cause de sa tendance à chanter faux.

## Composition du groupe
- Ron Keel - chants et guitare[4]
- Yngwie Malmsteen - guitare solo
- Rik Fox - basse, chœurs
- Mark Edwards - batterie
- Peter Marrino - chœurs